# ماكس مولر
ماكس موللر (بالألمانية: Friedrich Max Müller) ولد في 6 ديسمبر 1823، وتوفي في 28 أكتوبر 1900. كان مستشرق بريطاني وعالم لغوي. ألماني المولد. صنّف الأساطير وفقاً للغرض الذي هدفت إليه، ودرس الأديان دراسة مقارنة. اهتم بصفة خاصة باللغة السنسكريتية الهندية القديمة. أسهم في الدراسة المقارنة بمجالات اللغة والدين وعلم الأساطير على الرغم من أن علماء العصر الحديث قد نبذوا الكثير من نظرياته. من أشهر أعماله: «محاضرات في علم اللغة» (1861 - 1863)، و«المدخل إلى علم الدين» (1873).

## حياته
ولد فريدريك ماكس موللر في مدينة ديساو بـألمانيا. سافر إلى المملكة المتحدة في سنة 1846 وعاش فيها بقية حياته. عمل أستاذًا للغات الأوروبية الحديثة بـجامعة أكسفورد ما بين أعوام 1854 حتى 1868 وعلى الرغم من عمله المتعلق بـالفلسفة واللغات والديانات الهندية إلا أنه لم يزر الهند أبدا في حياته.
وفي خضم انهماك مولر في الدراسات اللغوية والدينية المقارنة، كان لابد من أن يولي اهتماماً خاصاً بالأساطير، وتُعدُّ مقالاته على هذا الصعيد أكثرها إغراءً بالقراءة، فقد وجدها بالتحليل شكلاً من أشكال الوعي بالظواهر الطبيعية، أو نوعاً من العلم البدائي في سياق تطور البشرية ثقافياً. كما كان قريباً من أفكار تشارلز داروين[ر] فيما يتعلق بتطور الثقافات، وهو يرى أن الآلهة في البداية قد دخلت ميدان الفعل والتأثير في البشر مفهومات مجردة، تبادل معها الإنسان الأفكار أو عبّر عن رأيه أمامها، لكنها لم تُشَخَّص إلا لاحقاً. وهكذا ظهر لـ«الإله ـ الأب» الهندي ـ الجرماني أسماء مختلفة: زيوس Zeus، جوبيتر Jupiter، دياوس بيتا Dyaus Pita. إلا أنه من الممكن الرجوع بهذه التسميات كلها إلى كلمة (دياوس) التي تعني «التجلي» أو «الإشعاع»؛ وهي تؤدي إلى: ديـڤا deva، ديوس deus، وذيوس theos بوصفها مصطلحات تشير إلى الإله وإلى الاسم المحدد: زيوس Zeus وجوبيتر Jupiter بمعنى (deus- pater) أي «الإله ـ الأب»، وقد كان لهذا التصور تأثيره في فلسفة نيتشه[ر] لاحقاً. إن استكشاف مولر عالمَ الأساطير أدى إلى تعمقه في علم الأديان المقارن الذي أثمر بداية من عام 1875نحو خمسين مجلداً جمعها بعنوان «كتب الشرق المقدسة» The Sacred Books of the East، خارج نطاق الديانات السماوية الثلاث. وفي سنواته الأخيرة كتب مولر في الفلسفة الهندية وحفَّز على البحث عن مخطوطات ونقوش شرقية، وكان من نتائج ذلك في حينه اكتشاف بعض الكتابات البوذية الهندية مدونة في اليابان.
يُعدّ ماكس مولر في مؤلفاته وترجماته وشروحاته المستشرق الأكثر أهمية في أواخر القرن التاسع عشر، علماً أن بحوثه قد أثارت خلافات متنوعة ومتباينة على الصعيد القومي والكنسي، لكنها مازالت محتفظة بريادتها العلمية حتى اليوم.

## المسيرة الأكاديمية
عين مولر أستاذًا مساعدًا في معهد تايلور للغات الأوروبية الحديثة في جامعة أكسفورد في عام 1850. وفي العام التالي، منح درجة الماجستير الفخرية، وأصبح عضوًا في كلية كنيسة المسيح التابعة لجامعة أكسفورد، وذلك استنادًا على مقترح قدمه توماس جيسفورد. نال درجة الماجستير الكاملة بموجب مرسوم صادر عن المجلس الجامعي، وذلك في أعقاب تعيينه في منصب الأستاذية في عام 1854. انتخب زميلًا مدى الحياة في كلية جميع الأرواح في عام 1858.
تعرض مولر لـ«خيبة أمل مريرة» بعد هزيمته في انتخابات عام 1860 لمنصب أستاذ اللغة السنسكريتية في بودن. كان مولر على قدر أكبر من الكفاءة لهذا المنصب من المرشح الآخر، مونييه مونييه-ويليامز. ولكن اعتبرت آراء مولر اللاهوتية، وعقيدته اللوثرية، ومواليده الألمانية، وضعف معرفته العملية المباشرة بالهند، من بين الأسباب التي حالت دون انتخابه. كتب بعد الانتخابات إلى والدته قائلًا: «لقد صوت خيرة الناس لي، ومثلهم الأساتذة بالإجماع تقريبًا، ولكن شكلت جموع العامة الأغلبية».
أصبح مولر أول أستاذ في علم الفقه اللغوي المقارن في جامعة أكسفورد خلال وقت لاحق من عام 1868، وقد استحدث هذا المنصب خصيصًا له. وظل يشغل هذا المنصب إلى حين وفاته، على الرغم من تقاعده عن أداء واجباته الفعلية في عام 1875.

## الأعمال العلمية والأدبية

### الدراسات السنسكريتية
درس مولر في برلين مع فريدريش شيلينغ قبل أن يباشر مسيرته الأكاديمية في جامعة أكسفورد سنة 1844. بدأ بترجمة الأبانيشاد لصالح شيلينغ، وواصل أبحاثه في اللغة السنسكريتية تحت إشراف فرانز بوب، وهو أول باحث منهجي في مجال اللغات الهندية الأوروبية. كان شيلينغ قد قاد مولر إلى الربط ما بين تاريخ اللغة وتاريخ الدين. نشر مولر أول كتاب له خلال هذه الفترة، وهو ترجمة ألمانية لكتاب الهتوباديشا، وهو مجموعة من الحكايات الخرافية الهندية.
انتقل مولر إلى باريس في عام 1845 لدراسة السنسكريتية تحت إشراف يوجين بورنوف، الذي شجعه على نشر كتاب الريجفيدا كاملًا بالاعتماد على المخطوطات المتوفرة في إنجلترا. وانتقل إلى إنجلترا لدراسة النصوص السنسكريتية في مكتبة شركة الهند الشرقية في عام 1846. أعال نفسه في بادئ الأمر من خلال الكتابة الإبداعية، إذ حظيت روايته «الحب الألماني» بشعبية واسعة آنذاك.
أفضت علاقات مولر مع شركة الهند الشرقية ومع والسنسكريتيين المقيمين في جامعة أكسفورد إلى فتح المجال أمام مسيرته المهنية في بريطانيا، حيث أضحى المعلق الفكري الرائد على الثقافة الهندية في نهاية المطاف. في ذلك الوقت، كانت بريطانيا تسيطر على هذا الإقليم كجزء من إمبراطوريتها، مما أدى إلى تبادلات معقدة بين الثقافتين الفكريتين الهندية والبريطانية، ولا سيما من خلال أواصر مولر بحركة براهمو ساماج.
جاءت دراسات مولر في اللغة السنسكريتية في الوقت الذي بدأ فيه الباحثون بالربط ما بين تطور اللغة والتطور الثقافي. إذ أدى الاكتشاف حديث العهد لمجموعة اللغات الهندية الأوروبية إلى الكثير من التكهنات بشأن العلاقة ما بين الثقافات الإغريقية-الرومانية والشعوب الأكثر قدامةً. وكان يعتقد أن الثقافة الفيدية في الهند مثلت السلف الأقدم للثقافات الكلاسيكية الأوروبية التقليدية على وجه الخصوص. سعى الباحثون إلى مقارنة اللغات الأوروبية والآسيوية المرتبطة جينيًا لإعادة بناء الشكل الأولي للغة الأصل. وكان يعتقد أن السنسكريتية، وهي لغة فيدية، هي أقدم لغة بين اللغات الهندية الأوروبية.
كرس مولر نفسه لدراسة هذه اللغة، وأصبح من أبرز باحثي اللغة السنسكريتية في عصره. وكان يعتقد أن دراسة أقدم وثائق الثقافة الفيدية سيكشف عن مفاتيح تطور الأديان الوثنية الأوروبية، والمعتقدات الدينية بصفة عامة. وتحقيقًا لهذه الغاية، فقد سعى مولر لفهم أقدم النصوص الفيدية، وهو الريجفيدا. ترجم مولر كتاب الريجفيدا سامهيتا من السنسكريتية إلى الإنجليزية، وهو من تأليف الباحث السنسكريتي ساياناتشاريا الذي عاش خلال القرن الرابع عشر. أُعجب مولر بشدة براماكريشنا بارامهانسا، وهو أحد معاصريه ومؤيد للفلسفة الفيدانتية، وكتب عدة مقالات وكتب عنه.
بالنسبة لمولر، كان لا بد لدراسة اللغة أن ترتبط ارتباطًا وثيقًا بدراسة الثقافة التي استخدِمت فيها. وتوصل إلى وجهة النظر المؤيدة لربط تطور اللغات بتطور النظم العقائدية. لم تكن الكتب الفيدية المقدسة معروفة في الغرب آنذاك، وذلك على الرغم من الاهتمام المتزايد بفلسفة الأبانيشاد. اعتقد مولر أنه يمكن ربط الفلسفة الأبانيشادية المعقدة بالهينوثية البدائية المميزة للبراهمانية الفيدية القديمة التي تطورت منها. اضطر مولر للسفر إلى لندن لدراسة الوثائق الموجودة في مجموعة شركة الهند الشرقية البريطانية. وأقنع الشركة بالسماح له بإعداد نسخة نقدية من الريجفيدا، وهي مهمة عمل عليها على مدى سنوات عدة (1849 - 1874).
بالنسبة لمولر، مثلت ثقافة الشعوب الفيدية شكلًا من أشكال عبادة الطبيعة، وهي فكرة تأثرت تأثرًا واضحًا بالرومانسية. إذ كان لدى مولر العديد من الأفكار المشتركة المرتبطة بالرومانسية، مما أضفى طابعًا خاصًا على سرديته حول الأديان القديمة، ولا سيما تركيزه على التأثير التكويني للتبادل العاطفي مع قوى الطبيعة في الأديان المبكرة. إذ اعتبر أن آلهة الريجفيدا مثلت قوى فاعلةً في الطبيعة، اقتصر تجسيدها جزئيًا على الكائنات المتخيلة الخارقة للطبيعة. اشتق مولر نظريته من هذا المنطلق حول اعتبار الأساطير بمثابة «علة لغوية». وقصد بذلك أن الأسطورة قلبت المفاهيم إلى كيانات وقصص. وطبقًا لوجهة نظر مولر، فقد بدأت «الآلهة» كمفردات وضعت للتعبير عن أفكار مجردة، غير أنها حولت إلى شخصيات متخيلة. وبالتالي، يتجلى الإله الأب لدى الشعوب الهندية الأوروبية تحت أسماء مختلفة مثل زيوس، وجوبيتر، وديوس بيتا. اعتقد مولر أنه يمكن إرجاع جميع هذه الأسماء إلى كلمة «ديوس»، والتي فهمها بمعنى «السطوع» أو «الإشراق». ومن هنا تنشأ مصطلحات على غرار كلمة «ديفا»، وكلمة «ديوس»، وكلمة «ثيوس» كأسماء عامة للإله، بالإضافة إلى أسماء مثل اسم «زيوس» واسم «جوبيتر» (المشتقان من ديوس-باتر). وبهذه الطريقة، تتحول الاستعارة إلى شخصية متجسدة وثابتة.

## الحياة الشخصية
أصبح مولر مواطنًا بريطانيًا مجنسًا حين كان يبلغ من العمر 32 عامًا في عام 1855. تزوج من جورجينا أديلايد غرينفل في يوم 3 أغسطس عام 1859، وذلك بعد التغلب على المعارضة التي أبدتها عائلتها. أنجب الزوجان أربعة أطفال، ومن بينهم ويليام غرينفل. توفي اثنان من أطفالهما قبلهما.

## الوفاة والإرث
بدأت صحة مولر في التدهور في عام 1898، وتوفي في منزله بمدينة أكسفورد بتاريخ 28 أكتوبر عام 1900. ودفن في مقبرة هوليول بتاريخ 1 نوفمبر عام 1900.
أنشأ صندوق تذكاري باسمه بعد وفاته تحت اسم صندوق ماكس مولر التذكاري في جامعة أكسفورد لدعم «تعزيز التعليم والبحوث المتعلقة بتاريخ وآثار ولغات وآداب وأديان الهند القديمة».
تحدث هاري سميث عن فيلمه «سحر السماوات والأرض» قائلًا: «يصور الجزء الأول ألم الأسنان الذي يصيب البطلة، والناتج عن فقدانها لبطيخة ثمينة، ومن ثم تلقيها للعلاج وعروجها إلى السماء. ويلي ذلك عرض مسهب للأرض السماوية في ما يخص إسرائيل، ومونتريال، ويصور الجزء الثاني عودتها إلى الأرض بعد أن أكلها ماكس مولر في اليوم الذي كرس فيه الملك إدوارد السابع المجاري الكبرى في لندن».
أطلقت تسمية ماكس مولر بهافان على معاهد غوته في الهند تكريمًا له، ويحمل شارع ماكس مولر مارغ في نيودلهي اسمه.

## روابط خارجية
- ماكس مولر على موقع الموسوعة البريطانية (الإنجليزية)
- ماكس مولر على موقع ميوزك برينز (الإنجليزية)